# Зуев, Александр Ювенальевич
Александр Ювенальевич Зуев (1856—1924) — доктор медицины, почётный лейб-медик, тайный советник.

## Биография
Родился в 1856 году. В 1874 году с золотой медалью окончил Кронштадтскую гимназию. Учился в Медико-хирургической академии. Принимал участие в русско-турецкой войне 1877—1878 гг. В службу вступил 26 января 1881 года.
В 1889 году защитил докторскую диссертацию. В 1901—1907 годах был помощником главного врача Морского госпиталя.
В апреле 1905 года был произведён в чин действительного статского советника. В 1909 году назначен Главным санитарным инспектором флота.
С 1913 года состоял в чине тайного советника; был товарищем председателя совета складов. С 1915 года — Главный медицинский инспектор флота.
Был также членом Главного управления Российского Общества Красного Креста, членом Военно-санитарного учёного комитета и Медицинского совета, председатель Общества морских врачей.
Адрес проживания в 1915 году: Петроград, Конногвардейский бульвар, 8.
После 1917 года находился в эмиграции, где и скончался в 1924 году.

## Награды
российские
- орден Св. Станислава 2-й ст. (1896)
- орден Св. Анны 2-й ст. (1898)
- орден Св. Владимира 4-й ст. (1902)
- орден Св. Владимира 3-й ст.
- орден Св. Анны 1-й ст.
- Знак Красного Креста (1879)
- медали «В память войны 1877—1878 гг.», «В память царствования императора Александра III», «В память 300-летия царствования дома Романовых»

иностранные
- турецкий орден Меджидие 3-й ст. (1898)
- португальский орден Святого Беннета Ависского, офицерский крест (1898)
- мекленбургский орден Грифона Почётного креста (нем.) (1900)
- испанский орден «За морские заслуги» 2-й ст. (1901)